# Can Carmany (Argentona)
El Can Carmany és una obra d'Argentona (Maresme) protegida com a Bé Cultural d'Interès Local.

## Descripció
La masia principal consta de planta baixa i pis, amb tres cossos perpendiculars a la façana. Aquesta presenta un portal d'arc de mig punt amb 13 dovelles i una finestra al damunt modificada, on encara resta la part inferior de pedra d'una antiga finestra gòtica. De l'interior destaca l'entrada amb dos portals rodons de pedra en els laterals, de tradició romànica, l'escala de pedra que puja al pis, i el portal d'accés al celler. Aquest ocupa la part posterior de l'entrada i tot el cos lateral de tramuntana.
Pel que fa al pis, està molt modificat, i la sala no sembla conservar més que un portal de pedra, a més dels festejadors de la finestra.
El cos lateral afegit té una interessant façana amb dos finestres al segon pis, una d'elles gòtica conopial del segle xvi, i dos balcons al primer pis, que anteriorment eren finestres, A la planta baixa d'aquest cos hi ha un hipogeu excavat a la muntanya.